# Daenikera corallina
Daenikera corallina är en tvåhjärtbladig växtart som beskrevs av Hürlim. & Stauff.. Daenikera corallina ingår i släktet Daenikera och familjen Amphorogynaceae. Inga underarter finns listade i Catalogue of Life.